# 伊爾亞·蘇茨克維
伊爾亞·埃菲莫維奇·蘇茨克維 FRS（1986年12月8日—）是一名加拿大計算機科學家，從事機器學習的研究。他是OpenAI的聯合創始人及首席科學家。
蘇茨克維對深度學習領域做出多項重大貢獻。他與亞歷克斯·克里澤夫斯基和杰弗里·辛顿是卷積神經網絡AlexNet的共同發明人。他也是AlphaGo論文的眾多作者之一。

## 職業生涯和研究
2000年至2002年期間，蘇茨克維在就讀於以色列開放大學。2002年，他與家人移居加拿大，並轉入多倫多大學，隨後在杰弗里·辛顿的指導下獲得數學學士學位（2005年）、計算機科學碩士學位（2007年）和博士學位（2012年）。
2012年畢業後，蘇茨克維在史丹佛大學的吳恩達那裡做了兩個月的博士後。之後他回到多倫多大學，加入辛頓的新研究公司DNNResearch，這是辛頓研究小組的一個衍生產品。四個月後，在2013年3月，Google收購了DNNResearch，並聘請蘇茨克維為Google大腦的研究科學家。
在Google大腦，蘇茨克維與奧里奧爾·維尼亞爾斯和Quoc Viet Le合作創建了Seq2Seq學習算法。
2015年底，他離開Google，成為新成立的OpenAI的主管。
2024年5月，苏茨克维宣布离开OpenAI。
2024年6月，蘇茨克維與丹尼爾·格羅斯（Daniel Gross）和丹尼爾·利維（Daniel Levy）共同創立了以AI安全為重點的公司Safe Superintelligence（SSI）。該公司專注於開發遠超人類能力的安全人工智慧系統。SSI在創立三個月後成功籌集10億美元資金，估值達到50億美元，投資者包括Andreessen Horowitz、Sequoia Capital和SV Angel等風險投資公司。

## 獎項與榮譽
- 2015年，蘇茨克維被評為《麻省理工科技評論》35位35歲以下的創新者[18]。
- 2018年，蘇茨克維是NVIDIA NTECH和人工智慧前沿會議的主旨發言人。
- 2022年，蘇茨克維當選為英國皇家學會(FRS) 院士[19]。